# Westfield Galleria at Roseville
Westfield Galleria at Roseville, anteriormente conocido como Galleria at Roseville es un centro comercial operado por The Westfield Group, localizado en Roseville, California, Estados Unidos.

## Historia[2]
Originalmente, se había construido un centro comercial en la ciudad vecina Rocklin. Después de un largo y tedioso proceso, los planes fueron cancelados, y se decidió construirse en Roseville. El 25 de junio de 1995, se aprobó una fase de un centro comercial con tres tiendas anclas. El 25 de octubre de 1998, se aprobó otra fase completa para un centro comercial en el que tendría cuatro tiendas anclas, entre ellas Nordstrom. Galleria at Roseville fue construido en 2000 por Urban Retail Properties, Inc., con las tiendas anclas de Macy's, Nordstrom, JCPenney y Sears. A finales del año 2000, Urban fue adquirida pro Rodamco North America, N.V, una compañía inmobiliaria de los Países Bajos. El centro comercial fue vendido después a The Westfield Group en 2002 con la disolución de Rodamco.  Durante ese tiempo el centro comercial se llamaba "Westfield Shoppingtown Galleria at Roseville." Westfield cambió el nombre de "shoppingtown" como parte del cambio de nombre en todos los centros comerciales localizado en Estados Unidos y ahora se llama  "Westfield Galleria at Roseville." Muchas personas de Roseville se refieren al centro comercial como "The Galleria" o "Roseville Galleria".

## Ubicación
El centro comercial Westfield Galleria at Roseville está localizado cerca de la interconexión con la Carretera 65 y la I-80. 

### Tiendas anclas
- Nordstrom 144,000 pies cuadrados.
- Macy's 220,000 pies cuadrados (expandido en 2007, remodelado en mayo de 2008)
- JCPenney 145,000 pies cuadrados (expandido a 185,000, re abierto el 3 de octubre de 2008)
- Sears 135,000 pies cuadrados (futura expansión a 175,000)
- Crate & Barrel

### Tiendas (confirmadas)
- Aéropostale
- Apple
- BCBG Max Azria
- Burberry
- Cheesecake Factory AHORA ABIERTA
- Crate & Barrel AHORA ABIERTA
- dELiA*s
- Eminent
- H&M
- Journeys Kidz
- Juicy Couture
- Kate Spade
- Lacoste
- Louis Vuitton
- Love Culture
- lululemon athletica
- Lush
- Melt Gelato & Crepe Cafe
- No Fear
- Oakley
- Peek … Aren't You Curious
- Popcornopolis
- Pottery Barn (reubicación, matriz)
- Pumpkin Patch
- Red Mango
- Restoration Hardware (reubicación, matriz)
- Sephora
- Stride Rite
- Takken's Shoes (reubicación)
- Teavana
- UFood Grill

### Tiendas (rumores)
- Build-A-Bear Workshop
- Carter's
- Haagen-Dazs
- Hollister Co.
- Rocky Mountain Chocolate Factory
- Roxy
- RUEHL No.925
- Shi by Journeys
- Tiffany & Co.

El 25 de mayo de 2008, el presidente de Louis Vuitton Norte América confirmó de que una tienda Vuitton abriría en Sacramento a finales del año.

### Reubicaciones de tiendas
(al 24/08/08)
- Brighton Collectibles - se movieron donde estaban las antiguas tiendas Bellessa y Hickory Farms, ubicación temporal
- Takken's Shoes - se movió a Renaissance Creek Shopping Center en Douglas Blvd. y Sierra College Blvd.; estará en otro local, el 13 de noviembre de 2008.
- Aveda - se movió donde estaba la tienda Discovery Channel, ubicación temporal.
- Wet Seal - se movió en una parte de la tienda Eddie Bauer, ubicación temporal.
- GapBody - se movió al antiguo local de la tienda Teddy Crafters, ubicación temporal.
- Crate & Barrel - se movió a una nueva ubicación cerca de Nordstrom, la tienda abrió el 18 de septiembre de 2008).
- Gap - Reubicación al antiguo local de Gap Kids/Baby, ubicación temporal.
- Gap Kids/Baby - Reubicación al antiguo local de Gap.
- Guess- misma ubicación, cambiada a una tienda Guess by Marciano (reabierta en agosto de 2008).
- Steve Madden- en el espacio vacío de la tienda Guess (reabierta en otoño de 2008).

### Cronología
- Estacionamiento #1: empezó en enero de 2007, fase 1 completada en junio de 2007, fase 2 completado en agosto de 2007.

- Modernización de la entrada de Antelope Creek: empezada en septiembre de 2007, completada en noviembre de 2007.

- Mejoras de Roseville Parkway Turning Movement: iniciado en enero de 2008, completado en marzo de 2008.

- Cheesecake Factory: inició en septiembre de 2007, completado el 8 de mayo de 2008.

- Expansión de Macy's: inicio en mayo, completado en noviembre de 2007, renovación completada en mayo de 2008.

- Mejora de la Entrada West Drive: inició en 2008, completada en septiembre de 2008.

- Mejoras de los carriles auxiliares continuos en Roseville Parkway : inició en junio de 2008, completado en septiembre de 2008.

- Edificio New Crate & Barrel, construcción iniciada en 2007, completado el 18 de septiembre de 2008.

- Expansión de tiendas: inició en septiembre de 2007, Fase 1 completada en otoño de 2008, Fase 2 completada en verano de 2009.

- JCPenney Expansion: iniciado en enero de 2008, completado en septiembre de 2008, renovación del interior.

- Estacionamiento #2: empezó en enero de 2008, completado en noviembre de 2008.

## Sacramento Capitals
El equipo de tenis Sacramento Capitals anunció que Galleria sería el nuevo hogar para el nuevo Estadio Allstate en 2007. Se comprometieron en al menos cinco años en el estadio. El Campeonato World Team Tennis también será albergado por Galleria. El estadio tiene una capacidad de hasta 5,000 espectadores. Los planes es de acomodar al menos 10,000 espectadores en el futuro. Para la temporada de 2007, los Capitals tuvieron a Anna Kournikova y como jugadora invitada a Lyndsey Davenport. Los Sacramento Capitals ganaron el campeonato Mundial de Tenis de 2007 en su casa en Roseville en frente de alrededor de 4,000 fanes. El estadio Allstate fue escogido otra vez para la temporada del 2008.